# みんチャレ
みんチャレは、2015年にソニー の新規事業創出プログラム「Sony Seed Acceleration Program（SAP）」からリリースされたスマートフォン向け習慣化アプリ。現在は2017年にソニーから独立したエーテンラボ株式会社が開発・運用を行なっている。
対応プラットフォームはiOSとAndroidで、基本は無料で利用できる。

## 概要

### 習慣化の仕組み
同じ目標を持つユーザー同士が最大5人で1チームを組んで、毎日挑戦した内容をチャットで報告し合いながら「習慣化」に取り組む。仲間同士で支え合う「ピアサポート」、行動経済学で人が自発的に行動する手助けをする「ナッジ理論」、「ゲーミフィケーション」の要素を応用している。

#### 最大5人1組のチーム制
テストの結果、5人で報告し合うことが一番習慣化に繋がったことから5人という人数に設定している。チームの仲間にチャレンジした証拠写真（チャレンジ写真）を共有したり、スタンプやメッセージを使って互いを励まし合えたりする。ユーザーが他のユーザーからフィードバック（反応）を受けることで、行動を強化し、繰り返すようになるというゲーミフィケーションの原理を応用し、自分の投稿に反応があれば励みになり、他のメンバーにとっては良い刺激にもなる。

#### チャレンジ写真
メンバーに共有する証拠写真。人は「想像できないもの」が送られてきたほうが飽きにくいため、毎日の証拠写真を送りあう仕組みを採用している。当日撮影したものしか投稿できず、誤魔化しがきかない仕様になっている。

#### 自動退出期間
一定期間アクションをしない幽霊部員はシステムに強制的にチームを退出させられ、メンバーが入れ替わる。自動退出期間はチームによって2〜15日に設定されている。退出するとメンバーとのコミュニケーシを途絶えてしまうので「チームを退出したくない」という気持ちが投稿を続ける強制力になる。

#### ユーザーの会話を促すAIチャットボット
みんチャレには、ユーザー同士のコミュニケーションや行動変容を促すAIチャットボットが搭載されており、自己紹介を促したり、積極的にユーザーを褒めることで他の人も褒めやすくするなどの役割を担っている。AIチャットボットには、戦隊ヒーローをイメージした5匹のネコに似たキャラクター「にゃんチャレンジャー」、プレミアムユーザー限定の「サボり屋のブラック」、ChatGPTを活用した「にゃんチャレAI」がいる。「にゃんチャレンジャー」は、「情熱的なレッド」、「冷静なブルー」、「怠け者のグリーン」、「お調子者のイエロー」、「甘えん坊のピンク」の5匹からなる。開発者によると、マイペースなイメージがありつつ、夜な夜な公園に集まっている感じからネコの風貌をしたキャラクターを採用したが、ネコではないとしている。

#### 寄付機能
習慣化することで貯めたコインを植樹や食料支援などの社会貢献活動に寄付することができる。

### カテゴリー（チャレンジ）
習慣化のカテゴリーには、体重記録、食事改善、トレーニング、歩く、ウォーキングリレー、ランニング、早起き、睡眠をとる、マインドフルネス、勉強、健康・美容、家事・仕事、趣味・創作、禁煙などがある。他に、特定の企業やサービスのユーザーに限定した「公式チャレンジ」がある。

### 利用者層
小学生の宿題チームから高齢者のウォーキングチームまで幅広い年齢層が利用している